# Zsolt Pölöskei
Zsolt Pölöskei (Budapest, 19 febbraio 1991) è un ex calciatore ungherese, di ruolo centrocampista.
È il figlio dell'allenatore ed ex calciatore Gábor Pölöskei e il fratello di Péter, anch'egli calciatore.